# Josef Sýkora
Josef Sýkora (Josif Josifovič Sikora, rusky Иосиф Иосифович Сикора, 16. leden 1870 v Chrudimi nebo dne ledna 1874 Charkově  – 23. února 1944 v Benešově) by zprvu ruský a později český astronom a astrofyzik působící zprvu v Rusku, pak, po reemigraci, v Čechách.

## Život
Jeho rodiče byli čeští emigranti. Od roku 1892 pracoval v astronomické observatoři Charkovské univerzity; v roce 1893 získal ruské občanství. V Rusku prováděl pozorování v astronomické observatoři v Tartu, Moskvě a Pulkovu. Zúčastnil se rusko-švédské expedice na Špicberky v zimě 1899/1900, zabýval se výzkumem polární záře a jako jeden z prvních objasnil příčiny tohoto jevu. Od roku 1906 pracoval v observatoři v Taškentě. Jako první v Rusku prováděl systematická pozorování meteorů. V roce 1921 reemigroval do Československa, české občanství dostal v prosinci 1922. V Praze  se stal profesorem astronomie. Působil rovněž v Ondřejovské hvězdárně. Mj. fotograficky zachytil asi 30 drah meteoritů.
Na jeho počest je pojmenován Sýkorův ledovec na Špicberkách a Sýkorův ostrov ležící v jihovýchodní části Karského moře.

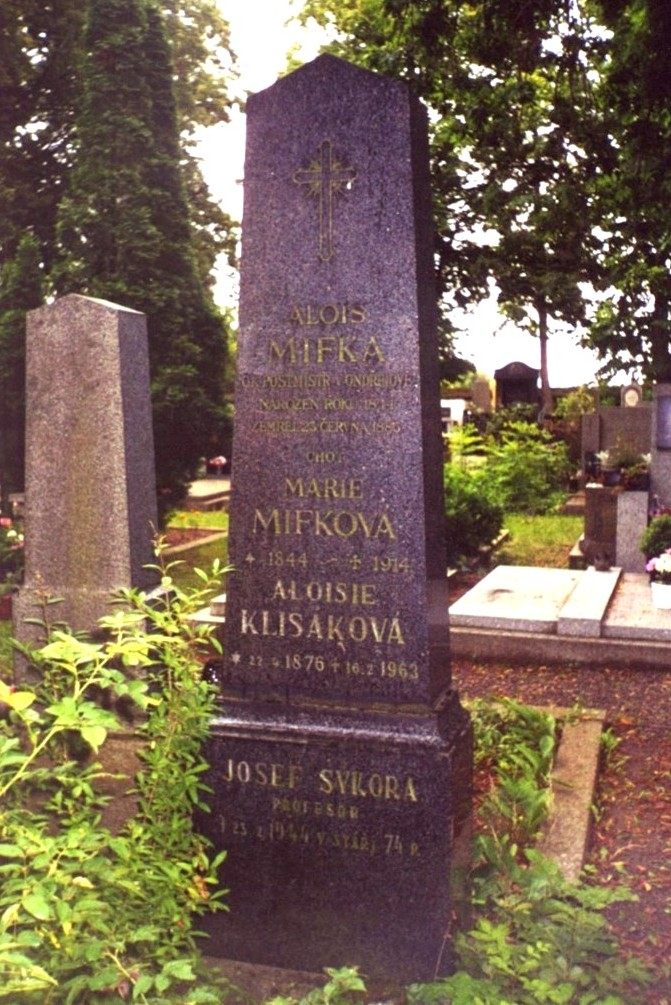
Hrob rodiny Josefa Sýkory na hřbitově v Ondřejově

Zemřel roku 23. února 1944 v Benešově. Pohřben byl na hřbitově v Ondřejově.

## Dílo
- Об изменении диаметра Солнца в зависимости от явлений, наблюдаемых на его поверхности. Publ. der Charkower Univ. Sternw. 4 (1897)
- Краткий обзор статей, помещённых в Журнале итальянских спектроскопистов за 1896. Изв. Руcск. астрон. об-ва. 6, № 3, С. 149–156 (1897)
- Экспедиция к верховьям реки Муонио для наблюдения полного солнечного затмения 28 июля (9 авг.) 1896 г. Изв. Руcск. геогр. об-ва. 32, С. 411–439 (1897)
- Различные проявления физической жизни Солнца во время затмения 28 июля 1896 г.. Изв. Руcск. астрон. об-ва. – VI, № 8–9, С. 422–427 (1898)
- Фотографирование Солнца и явлений на нём. Фотографический Ежегодник П. М. Дементьева. Год 7-й. – СПб, 1898. С. 51–62.
- Sur la Photographie du Spectre de L‘Aurore Boreale. Memoires de L‘Academie Imperiale des Sciences de St.-Petersbourg 11, 9, 1–9 (1901)
- Die Wellenlängen der photographisch erhaltenen Linien des Nordlichtspectrum. Astronomische Nachrichten, 156, 326 (1901)
- Observations Directes et Photographies des Aurores Boreales. Memoires de L‘Academie Imperiale des Sciences de St.-Petersburg, 14, 5, 1–50 (1903)